# تقی‌آباد (تیران و کرون)
تقی‌آباد (تیران و کرون)، روستایی از توابع بخش کرون شهرستان تیران و کرون در استان اصفهان ایران است.

## کشاورزی
از محصولات این روستا می توان به سیب زمینی  و گندم اشاره کرد .

## جمعیت
این روستا در دهستان کرون علیا قرار دارد و براساس سرشماری مرکز آمار ایران در سال ۱۳۸۵، جمعیت آن ۲۲۴ نفر (۶۶خانوار) بوده‌است.